# Last Post Association

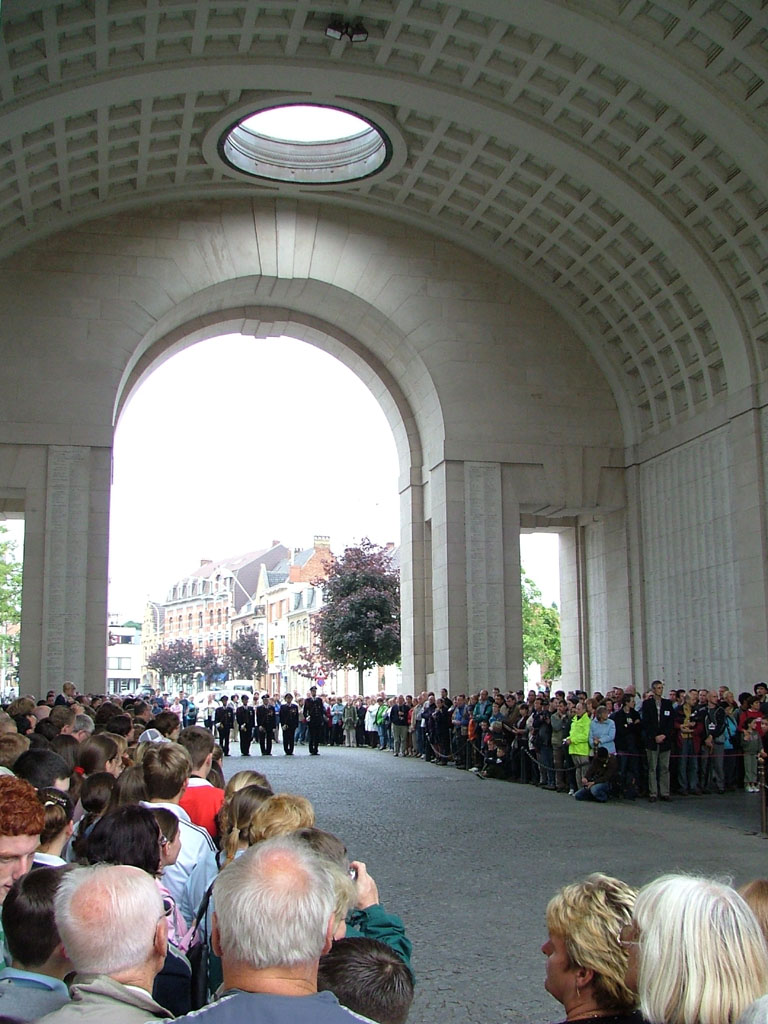
L'une des cérémonies quotidiennes du Last Post, à la Porte de Menin.

La Last Post Association est une association sans but lucratif belge, créée en 1928 afin de commémorer et d'entretenir la mémoire des nombreux soldats britanniques et du Commonwealth morts au cours des batailles autour du saillant d'Ypres durant la Première Guerre mondiale. 
La cérémonie fait suite à la construction du monument de la Porte de Menin, à Ypres, en 1927. Elle consiste principalement en la sonnerie du Last Post, tous les jours à 20heures sous le monument, par les sapeur-pompiers d'Ypres, membres volontaires de l'association.

## Historique
La cérémonie s'est tenue sans interruption depuis le 2 juillet 1928, à l’exception de la période d'occupation allemande lors de la Seconde Guerre mondiale entre le 20 mai 1940 et le 6 septembre 1944, durant laquelle elle se tint au cimetière de Brookwood en Angleterre.

## Personnalités
- Antoon Verschoot, clairon de l'association et sapeur-pompier.